# 寰宇一家
寰宇一家（英語：Oneworld）是全球第三大的航空聯盟，於1999年成立，初時總部位於加拿大溫哥華海洋大廈，其後於2011年5月26日正式宣佈把總部遷往美國紐約市，2022年再次遷往美國航空總部所在地沃斯堡。其成員航空公司及其附屬航空公司在航班時間、票務、代碼共享、乘客轉機、飛行常客計劃、機場貴賓室及降低支出等多方面進行合作。
寰宇一家現有14間成員航空公司，包括阿拉斯加航空、美國航空、英國航空、澳洲航空、國泰航空、日本航空、馬來西亞航空、芬蘭航空、西班牙國家航空、卡塔爾航空、摩洛哥皇家航空、皇家約旦航空、斯里蘭卡航空、斐濟航空、阿曼航空以及14間聯屬成員航空公司。寰宇一家現通達155個國家、共1016個航點，每日航班數目14,011次，以3428架的機隊接載超過5億名乘客。

## 歷史
- 1998年——9月，美國航空、英國航空、加拿大國際航空、國泰航空及澳洲航空宣佈有意合組航空聯盟。[1]
- 1999年——2月1日正式運作，而各成員亦開始提供一系列的優惠措施。芬蘭航空及西班牙國家航空亦於同年後期加入。
- 2000年——愛爾蘭航空及智利國家航空亦加入寰宇一家。但創始成員之一的加拿大國際航空卻因長時間的財務困難，而被楓葉航空（Air Canada）併購。併購後，楓葉航空亦將其中文譯名改為加拿大航空。
- 2001年——環球航空因被美國航空收購而加入寰宇一家，同年因其品牌併入美國航空而退出。
- 2003年到2005年——2003年9月，瑞士航空受邀加入寰宇一家；並同時與英國航空簽署備忘錄，包括廣泛的代碼共享、倫敦希斯路機場航站共用及將兩者的飛行常客計畫—瑞士航空的TravelClub和英航的Executive Club合併。但於2004年6月，瑞士國際航空宣佈與英航終止合作，指出合併的成本及影響將超過所帶來的利益，瑞士航空拒絕加入寰宇一家。（2005年3月，德國漢莎航空宣佈收購瑞士國際航空，為其後瑞士航空。）
2003年，英國航空與荷蘭皇家航空商討合併的可行性，並希望把荷蘭皇家航空的策略合作夥伴—美國西北航空一併納入寰宇一家，此舉將可強化寰宇一家之體系。惟商討始終未有結果，而荷蘭皇家航空其後與法國航空合併，並組成全球最大的航空集團－法荷航集團。
- 2005年——匈牙利航空於5月24日簽署備忘錄，作為加入寰宇一家的第一步。約旦皇家航空亦於10月17日加入寰宇一家，成為寰宇一家第十位成員，亦是中東地區首間加入世界性的航空聯盟的航空公司。10月25日，日本航空表示有意加入寰宇一家，日本航空將會為寰宇一家的網絡帶來約10%的擴張、增加68個航點，其中56個位於日本、5個位於中國以及一個新地區－關島。隨著匈牙利航空達成寰宇一家對安全、服務的要求，其於11月22日正式獲得邀請加入成為會員。此邀請只於匈牙利航空與其他寰宇一家會員完成代碼共享的簽署，及公司營運轉虧為盈時才生效。當時預計相關航空公司可於2006年下半年至2007年上半年可正式成為寰宇一家會員。[2]
- 2006年——日本航空簽定備忘錄，踏出其成為寰宇一家成員之第一步，並進一步完成協議的內容後方可成為正式成員，預計於2007年加入。2月5日起，所有來往西班牙馬德里機場的寰宇一家航班將遷往第4航廈，該處為西班牙國家航空的基地。而匈牙利航空亦遷往美國紐約甘迺迪國際機場第8航廈，以配合美國航空及芬蘭航空。5月30日，愛爾蘭航空證實於2007年4月1日退出寰宇一家，主要因為該公司將轉型為廉價航空公司，但仍會維持與美國航空、英國航空、澳洲航空及國泰航空的緊密關係。約旦皇家航空遷往俄羅斯莫斯科的多莫傑多沃機場、法國巴黎的戴高樂機場及甘迺迪國際機場第4航廈，以方便轉乘其他寰宇一家會員之航班。
- 2007年——匈牙利航空、約旦皇家航空及日本航空在4月1日加入成為正式成員。LAN厄瓜多爾航空及LAN阿根廷航空亦於該年較後時間加入。[3]隨著國泰航空於9月28日完成對港龍航空的全面收購，港龍航空在11月1日正式加入寰宇一家。而愛爾蘭航空則於4月1日起退出寰宇一家。所有來往日本東京的寰宇一家航班將遷往成田國際機場第2航廈，以正式配合日本航空基地的運作。
- 2008年——除英國航空外，所有寰宇一家成員將遷往英國倫敦希斯路機場的第3航廈，英航將獨自使用第5航廈。[4]
- 2009年——墨西哥航空及西伯利亞航空宣佈加入聯盟，開始整合程序。
- 2010年——翠鳥航空宣佈加入聯盟。翠鳥航空已向印度民航部提交加盟「寰宇一家」聯盟的申請，待審批程序完成後，正式加盟日期將可確定。[5]同年七月，柏林航空宣佈加入聯盟。[6]同年11月15日，西伯利亞航空正式完成整合程序，成為正式成員之一。
- 2011年——馬來西亞航空宣佈加入聯盟，由澳洲航空保薦[7]。
- 2012年——柏林航空正式加入聯盟[8]。同年6月11日，斯里蘭卡航空宣佈加入聯盟，並由國泰航空贊助加入[9]。10月8日，卡塔爾航空宣佈加入聯盟，並由英國航空贊助加入[10]。同年12月1日，英國航空子公司OpenSkies以附屬成員身分加入聯盟[11]。
- 2013年——馬來西亞航空於2月1日正式加入聯盟。[12]同年2月14日，美國航空宣佈將會與全美航空合併。合併後的航空公司將保留美國航空公司名稱及寰宇一家會籍[13]。同年3月7日，南美航空集團確認，集團已選擇寰宇一家作為其成員航空公司的全球聯盟。巴西天馬航空將退出星空聯盟，連同其巴拉圭附屬公司加入寰宇一家。有關過渡安排於2014年第二季完成。智利國家航空集團（LAN）的LAN哥倫比亞（LAN Colombia）， 亦會於2013年第四季加入成為「寰宇一家」聯屬成員[14]。卡塔爾航空於10月30日正式加入聯盟。
- 2014年——全美航空及巴西天馬航空於3月30日退出星空聯盟，並於3月31日加入寰宇一家。斯里蘭卡航空於5月1日正式加入聯盟。
- 2015年——8月智利國家航空及巴西天馬航空所屬的南美航空集團宣佈更新其商業標誌，將使用“LATAM”統一標誌替代現有的LAN和TAM品牌標誌。標誌更新後原智利國家航空更名為智利南美航空，原巴西天馬航空更名為巴西南美航空。同年，全美航空因其品牌併入美國航空而退出寰宇一家。
- 2017年——柏林航空於2017年8月申請破產保護，並於2017年10月28日起被漢莎航空吞併，同時退出寰宇一家。[15]
- 2018年——摩洛哥皇家航空於12月5日宣佈加入聯盟，於2020年中正式加入。
- 2019年——南美航空表示將在2020年5月退出寰宇一家。
- 2020年——阿拉斯加航空宣佈將於2021年加入聯盟。同年5月1日，南美航空因其最大股東變為天合聯盟成員達美航空而退出寰宇一家。
- 2020年——國泰港龍航空在2020年10月21日中止營運，其盟籍同日起併入國泰航空。
- 2022年——西伯利亞航空因俄烏戰爭在2022年4月19日遭聯盟宣布停止其會籍。同年，阿曼航空宣佈將於2024年加入寰宇一家，並獲卡塔爾航空贊助加入。
- 2023年——阿拉斯加航空宣佈將收購夏威夷航空。由於夏威夷航空品牌將被保留但其常旅客計劃將與阿拉斯加航空合併，夏威夷航空宣佈計劃在2024年收購完成後加入寰宇一家。
- 2024年——斐濟航空提交正式加入寰宇一家之申請，於2025年中前完成加入手續。[16]星宇航空計劃於2025-2026年期間加入聯盟，高層已開展聯盟加入的討論程序。[17]
- 2024年——斐濟航空及阿曼航空分別於4月及6月加入。

### 機身塗裝
為慶祝寰宇一家成立十週年，由2009年起，每個成員航空公司都必須將機隊當中的最少一部飛機的機身塗上特別的塗裝，與另外兩大航空聯盟看齊。英國航空的波音747-400客機（註冊編號：G-CIVP）為首架新塗裝飛機，國泰航空的空中巴士A340-300（註冊編號：B-HXG）為第二架新塗裝飛機，隨後在8月有空中巴士A330-300（註冊編號：B-HLU）及在11月將有波音777-300ER（註冊編號：B-KPL）塗上新塗裝。相比於星空聯盟和天合聯盟塗裝，寰宇一家塗裝准許航空公司保留航空公司大部分原本的塗裝設計。目前寰宇一家塗裝大致設計為：機身顏色為航空公司原本塗裝底色（如像美國航空的1967年塗裝這種由裸機身替代機身底色的航司也可直接採用裸機身設計），航空公司的小標誌及其名稱改置於左邊及右邊的機身下方（約1號至2號機艙門之間），保留垂直尾翼上的航空公司標誌。左邊及右邊的1號至2號機艙門之間的窗口會印上「members of oneworld」字句；同時，左邊及右邊的1號機艙門傍邊會印有放大版本的寰宇一家標誌。機身後方塗裝和機腹顏色如不與機身前側寰宇一家標識衝突的話則會保留（如遇衝突則將去除或將機身顏色改為純白色）。此外使用腰線塗裝設計的航空公司如果腰線與機身底色色差較低（比如國泰航空）則准許保留腰線設計，否則去除。

## 聯盟成員[18]

### 現有成員及其附屬成員

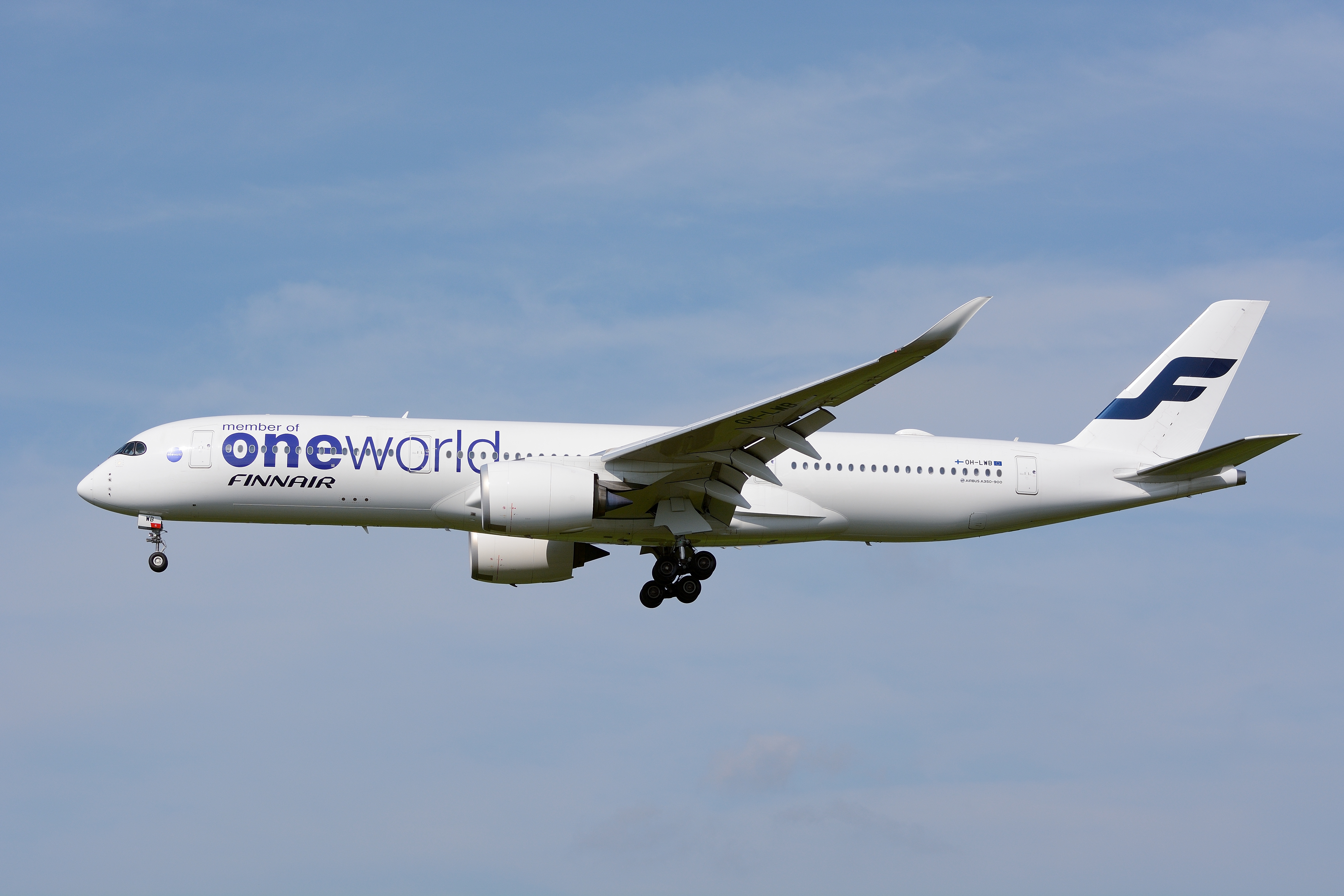
寰宇一家塗裝的芬蘭航空空中巴士A350-900；芬蘭航空於1999年加盟

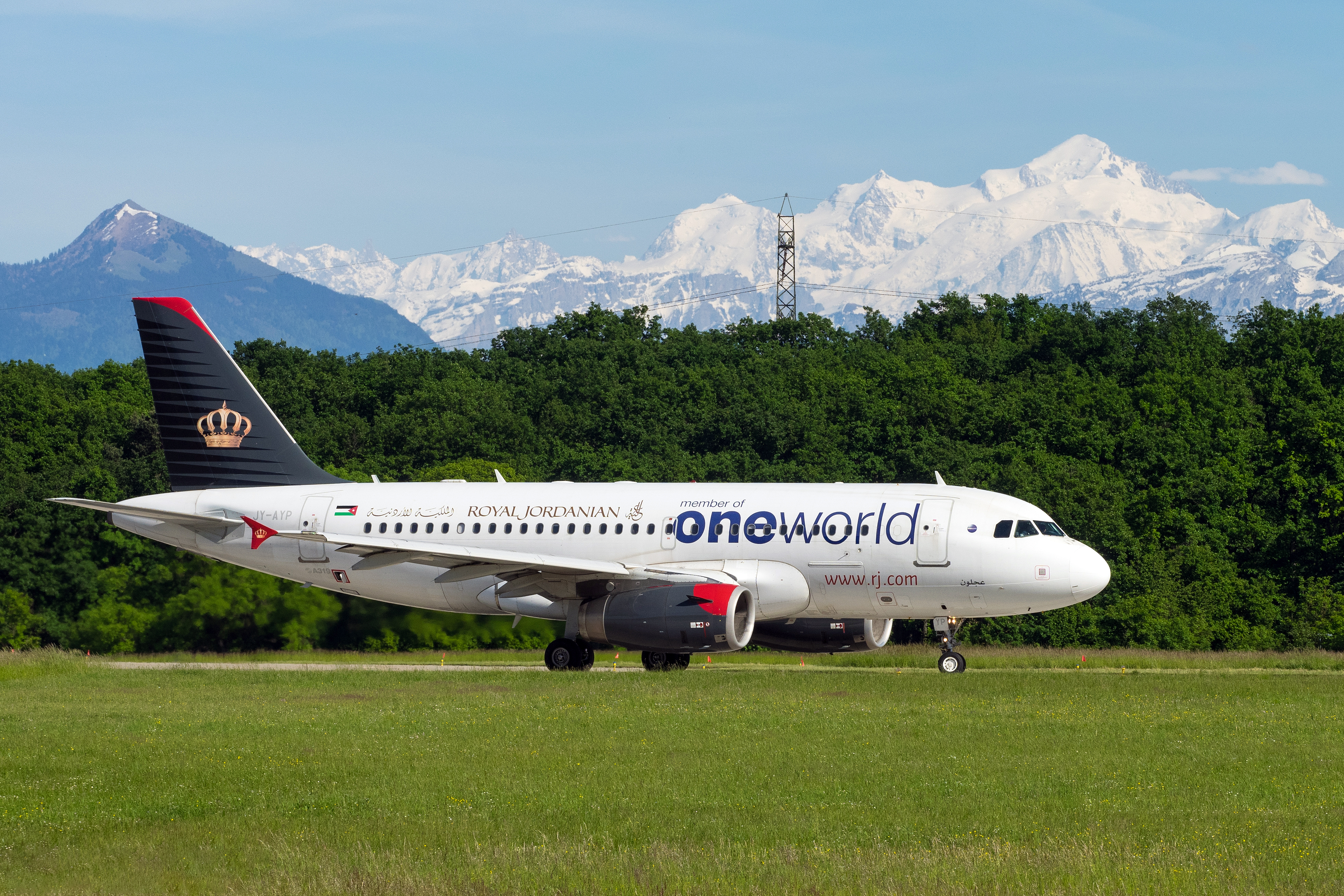
寰宇一家塗裝的皇家約旦航空空中巴士A319；皇家約旦航空於2007年加盟

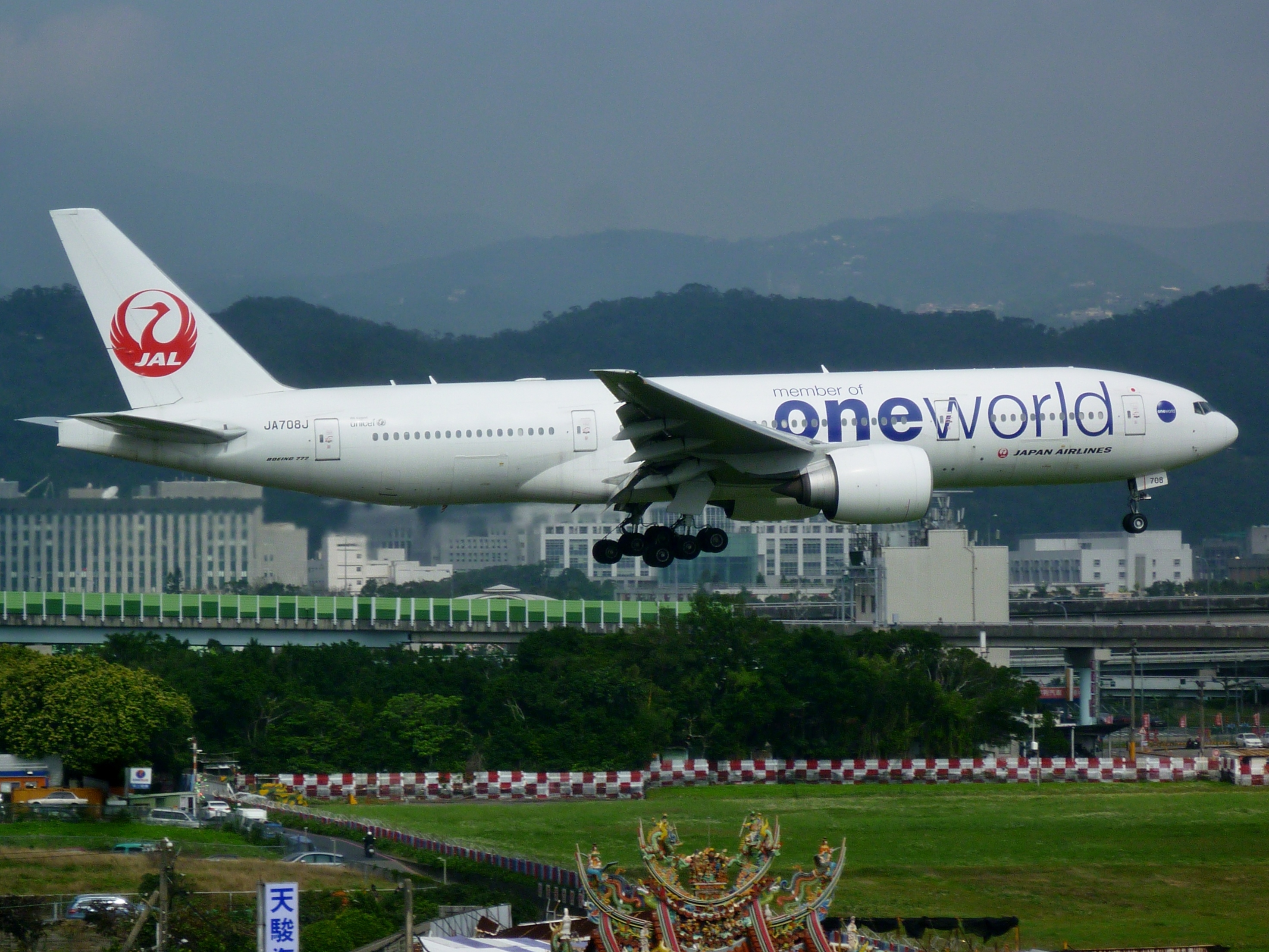
寰宇一家塗裝的日本航空波音777-200ER；日本航空於2007年加盟

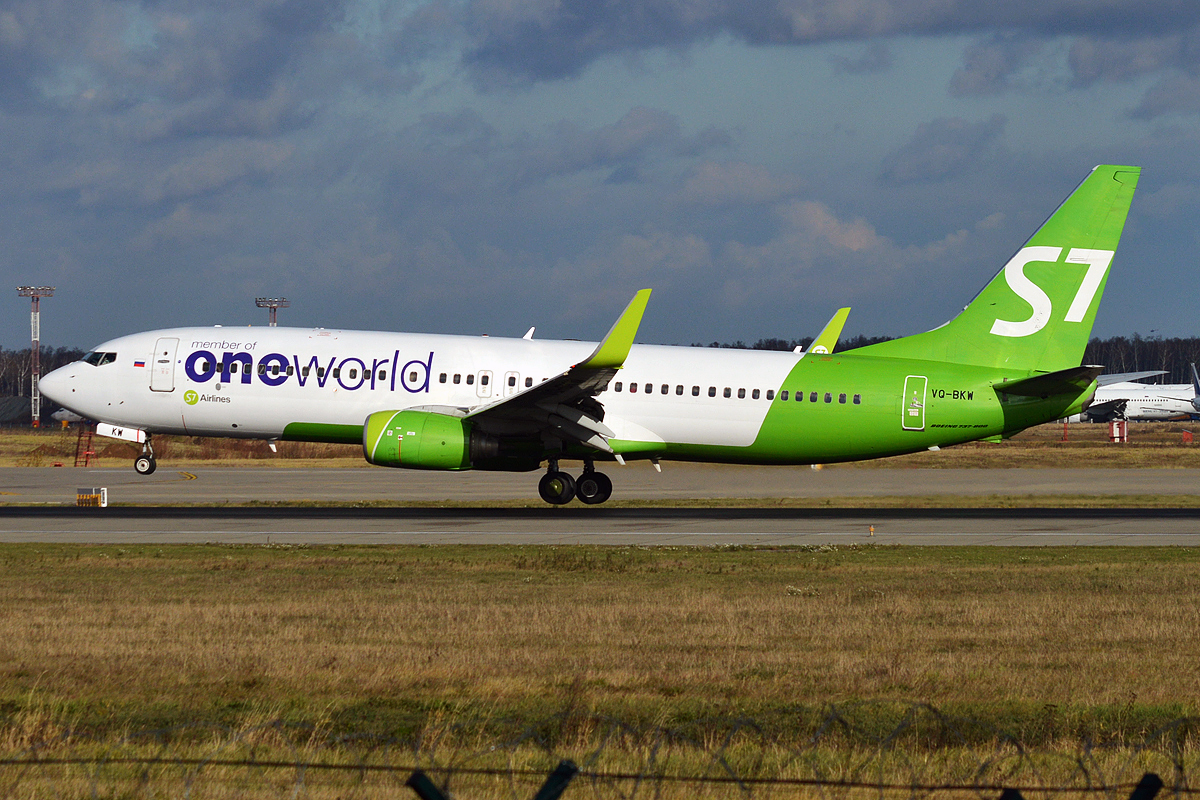
寰宇一家塗裝的前成員西伯利亞航空波音737-800；西伯利亞航空於2010年加盟

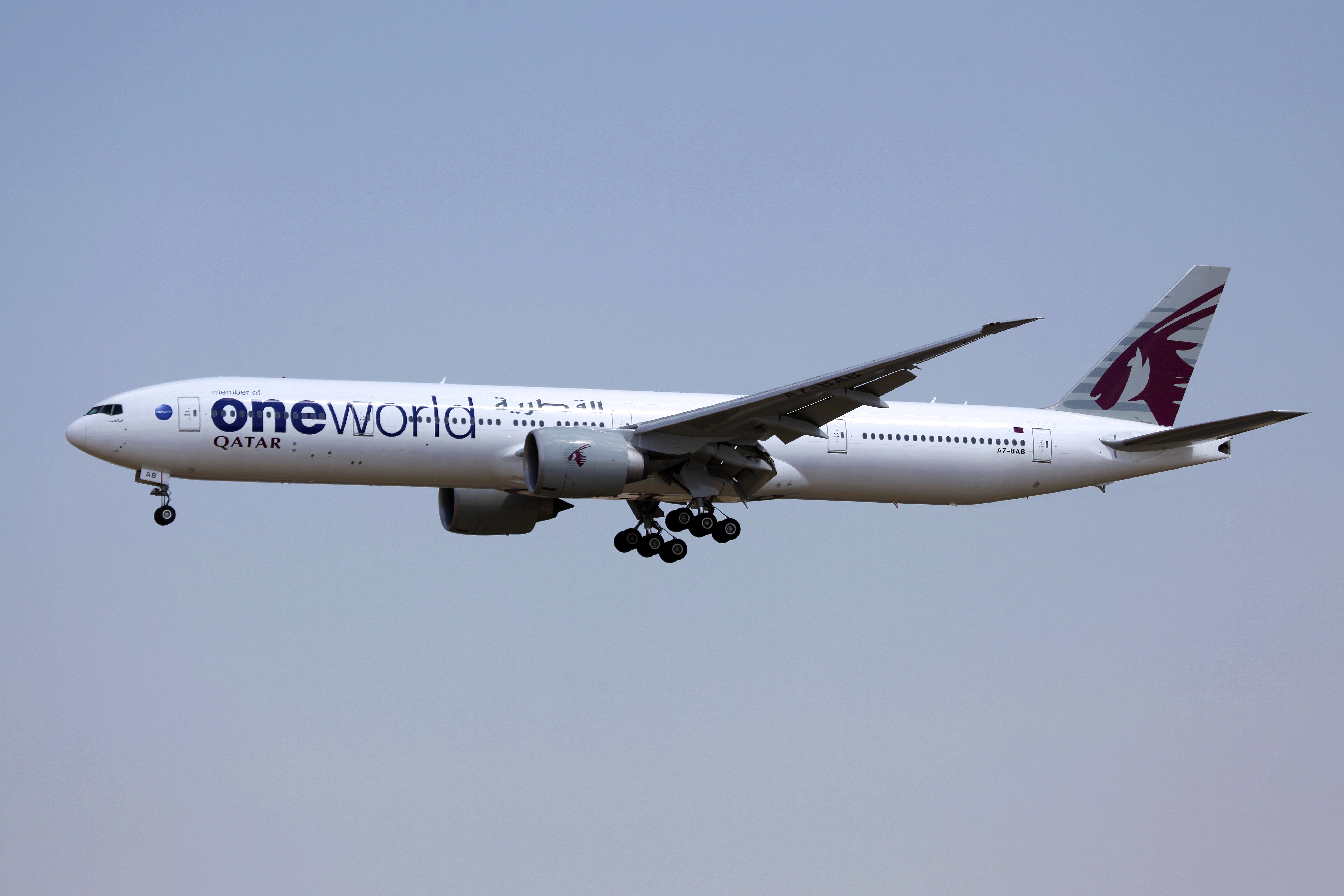
寰宇一家塗裝的卡塔爾航空波音777-300ER；卡塔爾航空於2013年加盟

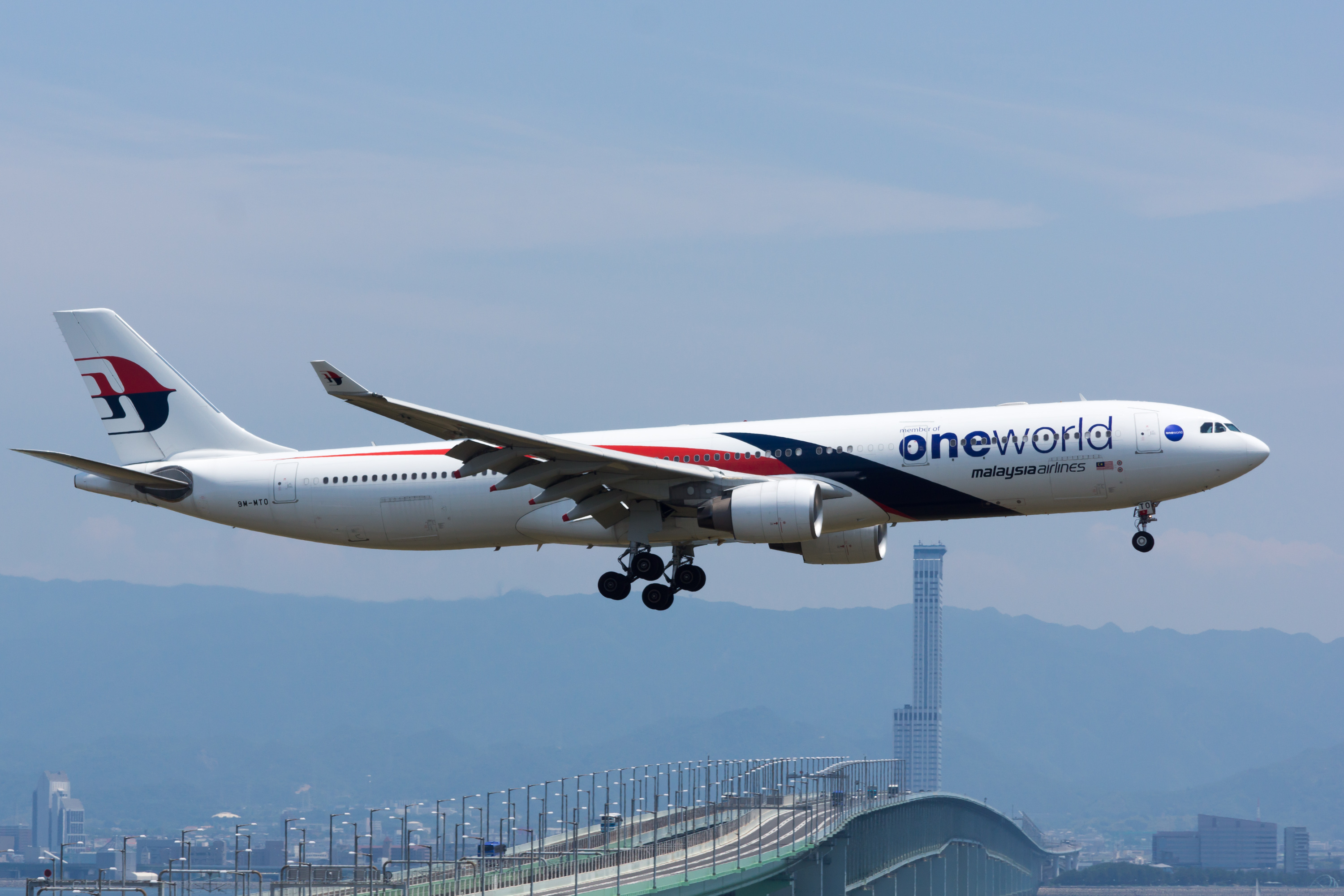
寰宇一家塗裝的馬來西亞航空空中巴士A330-300；馬來西亞航空於2013年加盟

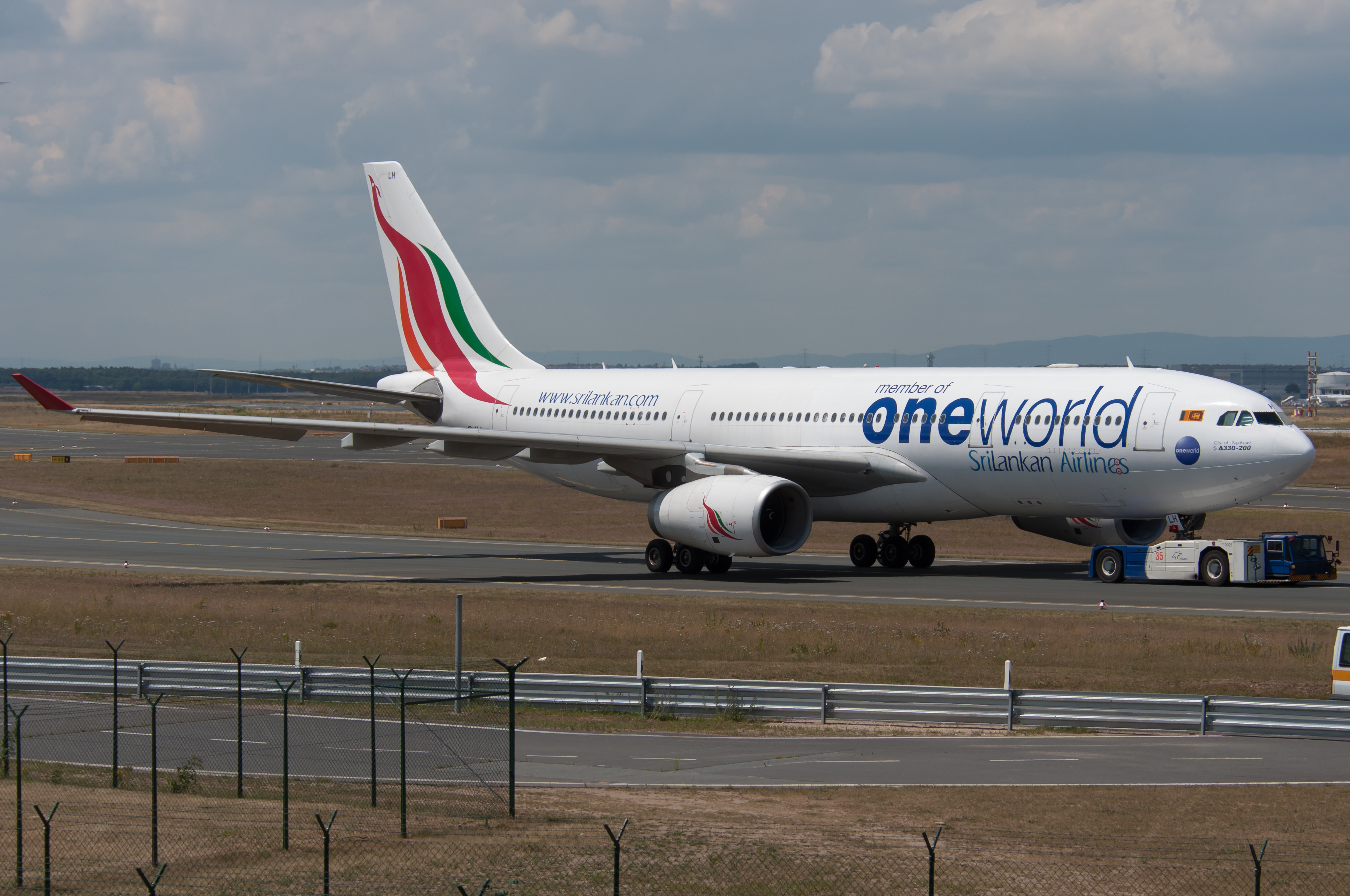
寰宇一家塗裝的斯里蘭卡航空空中巴士A330-200；斯里蘭卡航空於2014年加盟

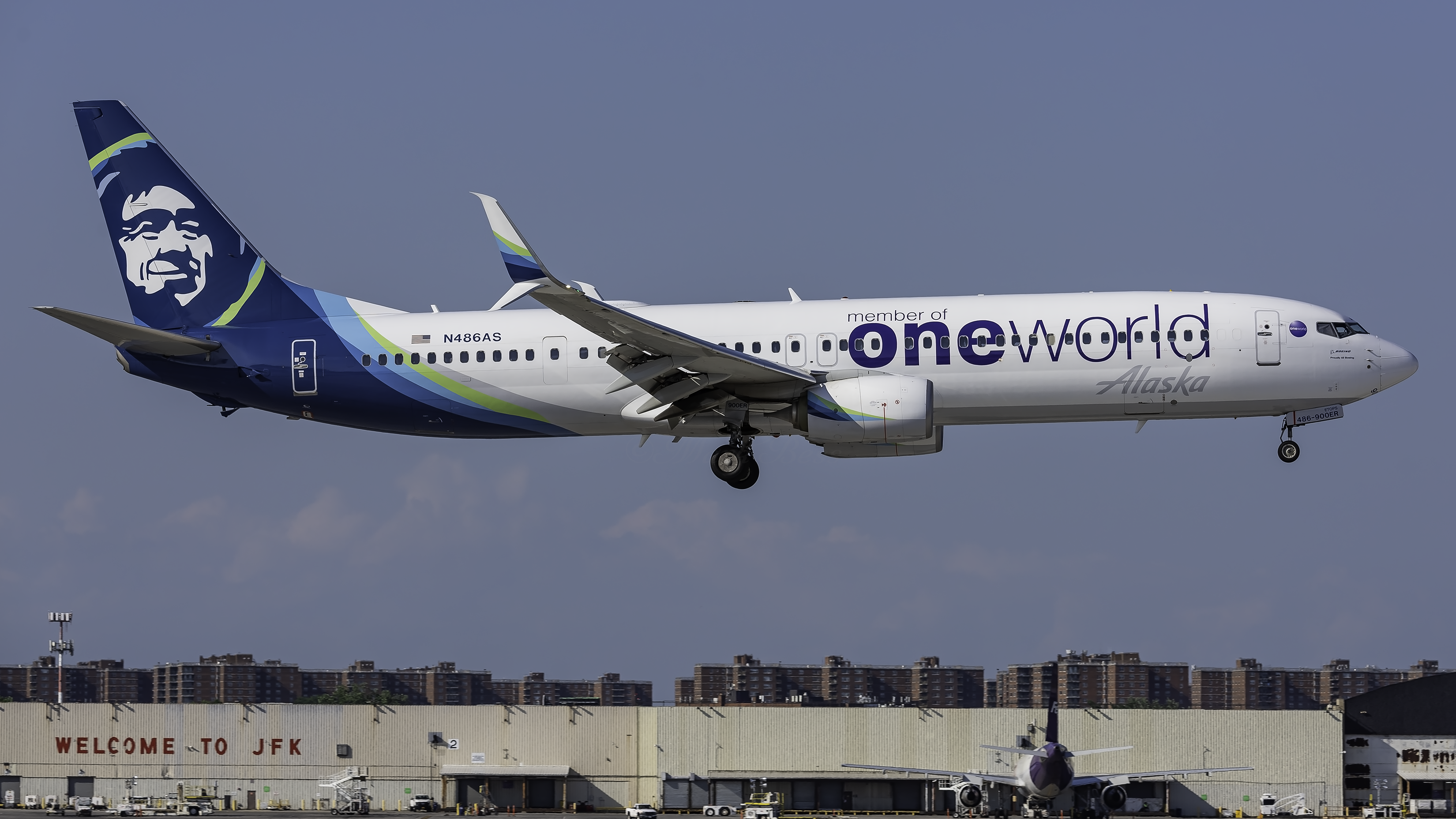
寰宇一家塗裝的阿拉斯加航空波音737-900；阿拉斯加航空於2021年加盟

A 寰宇一家創始成員

### 已退出附屬成員
A 創始成員附屬成員

B  美國航空聯運航班由學托擴航空、RegionsAir及美國州際航空營運

C 於 2020年10月21日與國泰航空合併

D 2016年10月31日與斯里蘭卡航空合併

E  2015年10月17日與美國航空合併

F  全美航空快運航班由威斯康星航空、梅薩航空、山麓航空、PSA航空、共和航空及天西航空

## 外部連結
- oneworld（页面存档备份，存于）（英文）